# Renato Simoni
Renato Simoni, noto anche con gli pseudonimi di Turno e Il nobiluomo Vidal (Verona, 5 settembre 1875 – Milano, 5 luglio 1952) è stato un critico teatrale, giornalista, commediografo, poeta, librettista, regista e sceneggiatore italiano; assieme a Giuseppe Adami è autore del libretto della Turandot.

## Biografia

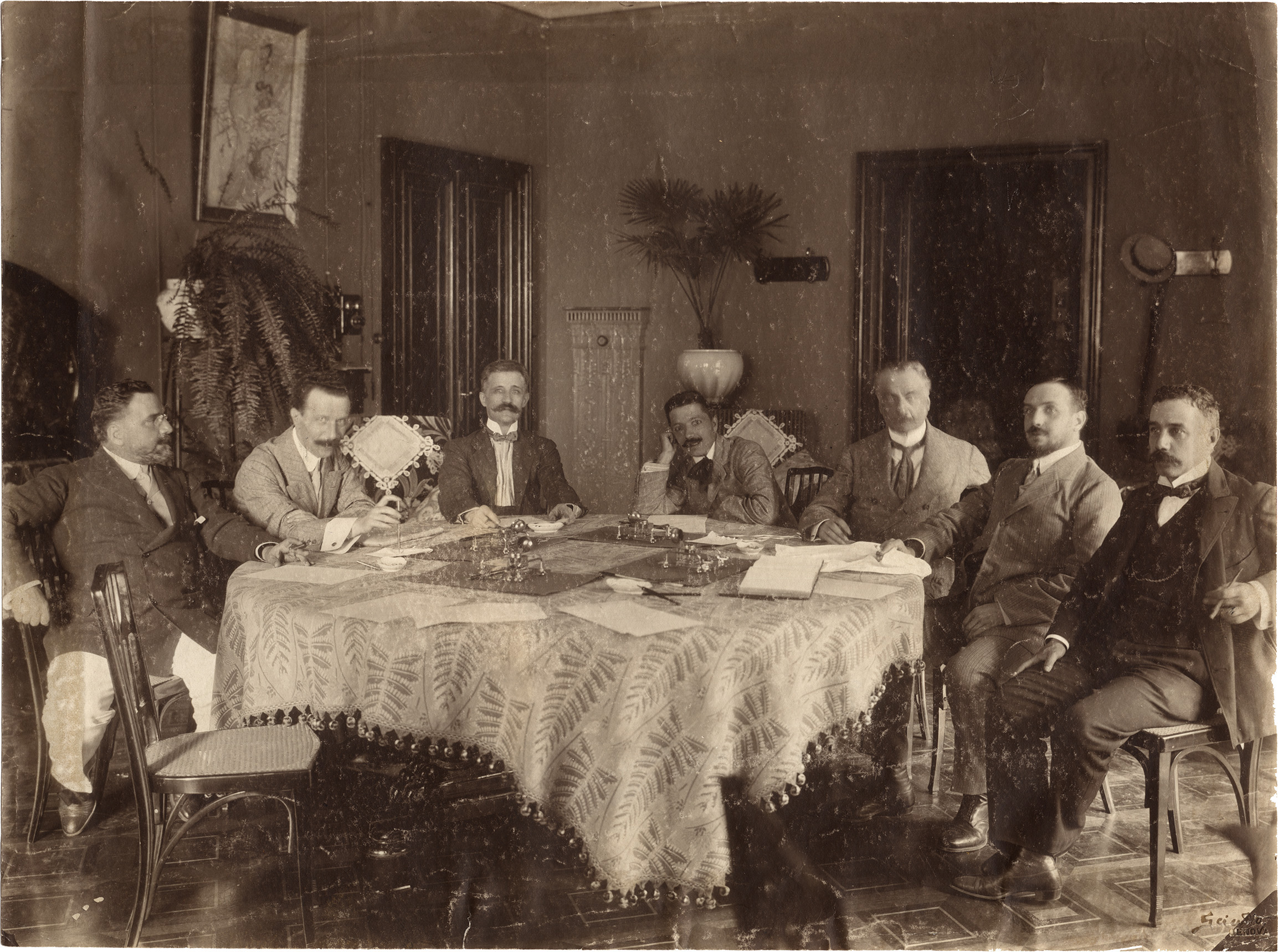
Da sinistra: Gerolamo Rovetta, Marco Praga, Giannino Antona Traversi, Augusto Novelli, Domenico Oliva, Renato Simoni e Sabatino Lopez nel 1907 a Genova

Figlio dell’avvocato liberale Augusto Simoni e di Livia Capetti, casalinga, era nipote di Ugo Capetti, critico teatrale e musicale del periodico veronese L'Adige; aveva inoltre due sorelle: Maria e Fulvia. Simoni, rimasto orfano di padre all'età di quattro anni, ben presto si dette da fare per aiutare la madre e le sorelle, impartendo lezioni private di latino. Le difficoltà economiche della famiglia, aggravate dopo la scomparsa dello zio Ugo Capetti, lo costrinsero a interrompere gli studi liceali. A diciannove anni iniziò a scrivere articoli, prima su L'Adige, in seguito sul quotidiano cittadino L'Arena, occupandosi spesso di eventi artistici con la qualifica di "redattore artistico".

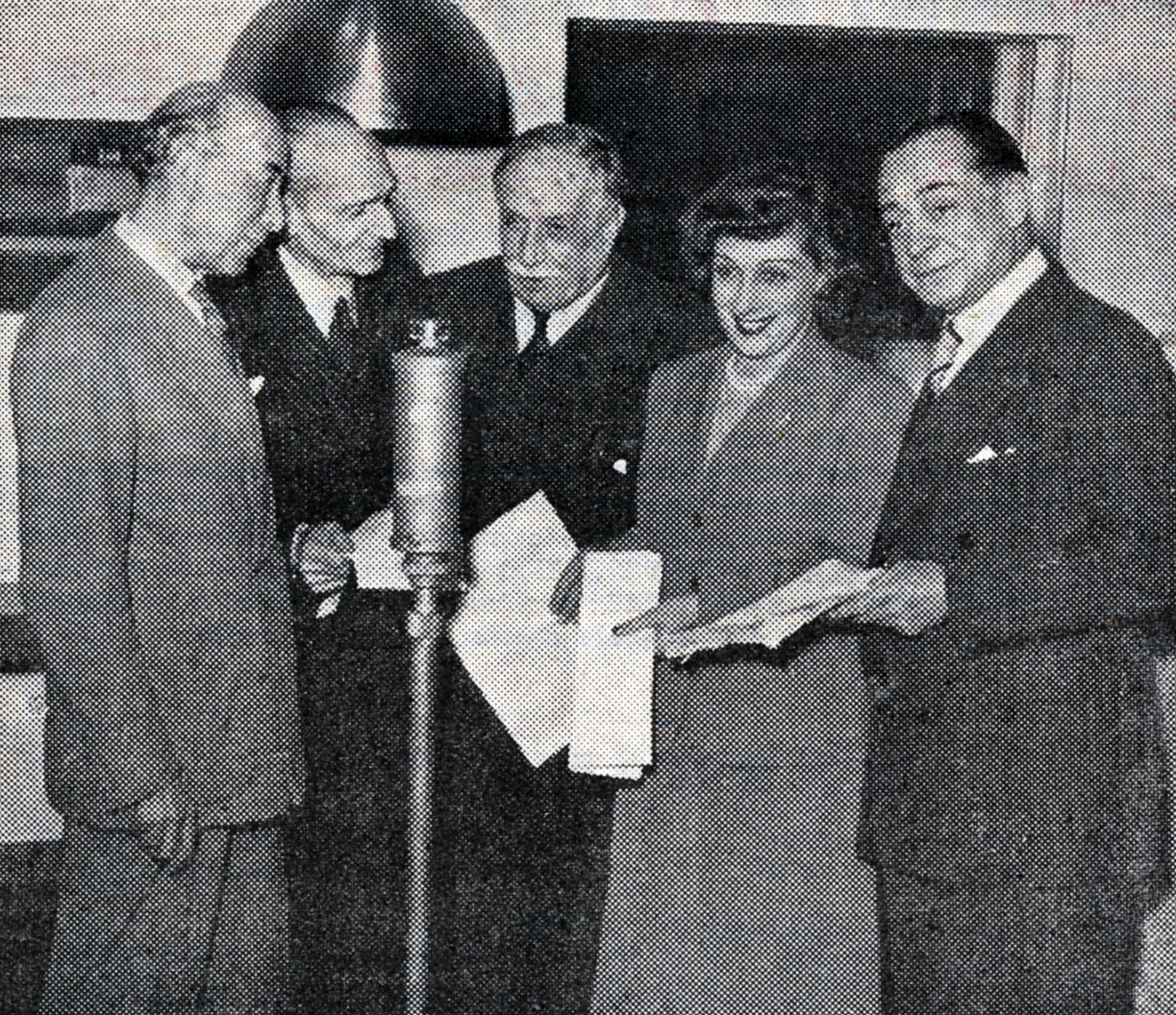
A Radio Monteceneri Romano Calò, Lucio Ridenti, Renato Simoni, Andreina Pagnani e Marcello Giorda durante una trasmissione in lingua italiana, nel 1950

Nel gennaio 1899 si trasferì a Milano in cerca di fortuna, divenendo critico teatrale presso il quotidiano Il Tempo. A partire dal 1903 divenne autore teatrale di successo con commedie da lui scritte, fra cui La vedova e Congedo. Il 7 marzo del 1903, giorno seguente al successo della prima rappresentazione della sua prima commedia La vedova, su pressioni di Giuseppe Giacosa ed Eugenio Balzan venne assunto come critico teatrale al Corriere della Sera, con il ragguardevole stipendio di 330 lire al mese. Nel suo nuovo incarico venne inizialmente affiancato al critico "titolare" Giovanni Pozza. Nel 1905 sua sorella Fulvia morì in seguito a una grave malattia. Simoni, divenuto ben presto molto apprezzato dal pubblico, divenne inoltre collaboratore fisso de La Lettura, mensile illustrato del Corriere diretto da Giacosa, del Corriere dei Piccoli, del settimanale L'Illustrazione Italiana, e del già "suo" quotidiano veronese L'Arena. Con lo pseudonimo di Turno, pubblicava sulle varie testate numerose poesie.
Nel 1906, alla morte di Giacosa, Simoni assunse la direzione de La Lettura, mantenuta fino al 1923. Nel maggio 1909 segnalò al direttore del Corriere Luigi Albertini un giovane giornalista e commediografo veronese, suo collaboratore e amico ai tempi de L'Arena, che diverrà un'altra amatissima colonna del giornale milanese: nientemeno che Arnaldo Fraccaroli, ossia l'inventore dell'espressione «dolce vita» che Fraccaroli coniò per dare il titolo alla sua commedia del 1912 La dolce vita, titolo che Federico Fellini riutilizzerà nel 1960 per il suo ominomo film interpretato da Anita Ekberg e Marcello Mastroianni. Simoni in seguito, senza abbandonare l'attività di critico teatrale, ricoprì durante la prima guerra mondiale la carica di direttore del giornale di trincea della Terza Armata La Tradotta, termine che era usato per denotare i lunghi convogli ferroviari che trasportavano i militari. Smise presto di scrivere commedie per dedicarsi molto alla regia teatrale; spesso in collaborazione con Guido Salvini, portò in scena svariati classici del teatro. 
Dal 1920 al 1924 collaborò con il librettista Giuseppe Adami alla stesura del libretto della Turandot di Giacomo Puccini. Durante gli anni trenta si avvicinò al regime fascista; nel 1937, a pochi mesi dalla morte dell'Autore, mise in scena I giganti della montagna di Luigi Pirandello al teatro all'aperto del Giardino di Boboli di Firenze; nel 1939 fu accolto nell'Accademia d'Italia. Dopo la Liberazione fu escluso dalla redazione del Corriere della Sera. Poté far ritorno in via Solferino grazie alla mediazione di Mario Borsa. Nel 1951 assunse la presidenza del Circolo della Stampa. Visse perlopiù tra Milano e Viggiù, dove era solito passare i periodi di vacanza presso Villa Rezzara, dimora ubicata sul monte Orsa; qui, tra gli altri, ospitò in villeggiatura lo stesso Puccini.
Scapolo e senza figli, morì il 5 luglio 1952, un giorno molto afoso, vittima di un collasso cardiaco. Riposa nella Cripta del Famedio del Cimitero Monumentale di Milano. Verona gli ha dedicato una grande piazza nei pressi della stazione ferroviaria. Simoni lasciò, per volontà testamentaria, i suoi 54.000 volumi alla biblioteca del Museo teatrale alla Scala (volendo e ottenendo che venisse poi intitolata alla madre Livia) ai quali si aggiungeranno in seguito quelli del suo summenzionato amico Arnaldo Fraccaroli.

## Opere per il teatro
- La vedova, commedia del 1903[1]
- Carlo Gozzi, commedia del 1903[11]
- Tramonto, commedia del 1906
- Congedo, commedia del 1910

## Libretti d'opera
- Turandot (con G. Adami), musica di G. Puccini, 1926

- Madame Sans-Gêne, musica di Umberto Giordano, 1915

## Filmografia
Renato Simoni fu attivo anche nel cinema come sceneggiatore e regista.
- La vedova, regia di Goffredo Alessandrini (1939), soggetto
- Se non son matti non li vogliamo, regia di Esodo Pratelli (1941), sceneggiatura
- Gente dell'aria, regia di Esodo Pratelli (1942), sceneggiatura
- Sant'Elena, piccola isola, (1943), soggetto e co-regia assieme ad Umberto Scarpelli

## Premio Renato Simoni
Il Comune di Verona e il Comune di Milano hanno istituito dal 1958 il "Premio Renato Simoni di fedeltà al teatro di prosa" «assegnato ogni anno, il 5 luglio, a chi avrà dedicato tutta una vita, o la maggior parte di essa, al teatro di prosa sotto qualsiasi forma, attività e funzione al teatro inerente.»
Elenco completo degli attori premiati:
- 1958 Lucio Ridenti
- 1959 Emma Gramatica
- 1960 Renzo Ricci
- 1961 Cesco Baseggio
- 1962 Antonio Saviotti
- 1963 Wanda Capodaglio
- 1964 Guido Salvini
- 1965 Annibale Ninchi
- 1966 Sergio Tofano
- 1967 Gualtiero Tumiati
- 1968 Paola Borboni
- 1969 Eduardo De Filippo
- 1970 Sarah Ferrati
- 1971 Elsa Merlini
- 1972 Gino Cavalieri
- 1973 Tino Carraro
- 1974 Edda Albertini
- 1975 Nina Vinchi (impresaria, cofondatrice del Piccolo Teatro)
- 1976 Orazio Costa Giovangigli
- 1977 Paolo Grassi
- 1978 Gianfranco De Bosio
- 1979 Raul Radice
- 1980 Lilla Brignone
- 1981 Paolo Stoppa
- 1982 Gianni Santuccio
- 1983 Ivo Chiesa
- 1984 Giovanni Testori
- 1985 Luca Ronconi
- 1986 Lina Volonghi
- 1987 Emanuele Luzzati
- 1988 Giorgio Strehler
- 1989 Anna Maria Guarnieri
- 1990 Dario Fo
- 1991 Ernesto Calindri
- 1992 Valeria Moriconi
- 1993 Aroldo Tieri
- 1994 Anna Proclemer
- 1995 Turi Ferro
- 1996 Franca Nuti
- 1997 Vittorio Gassman
- 1998 Gianrico Tedeschi
- 1999 Carlo Giuffré
- 2000 Glauco Mauri
- 2001 Franca Valeri
- 2002 Mariangela Melato
- 2003 Pietro Garinei
- 2004 Giorgio Albertazzi
- 2005 Giulia Lazzarini
- 2006 Eros Pagni
- 2007 Paolo Poli
- 2008 Rossella Falk
- 2009 Umberto Orsini
- 2010 Gigi Proietti
- 2011 Paolo Bonacelli
- 2012 Giuliana Lojodice
- 2013 Carlo Cecchi
- 2014 Luca De Filippo
- 2015 Andrea Jonasson
- 2016 Toni Servillo
- 2017 Gabriele Lavia
- 2018 Roberto Herlitzka
- 2019 Ottavia Piccolo
- 2020/2021 Isa Danieli
- 2022 Massimo De Francovich
- 2023 Franco Branciaroli
- 2024 Elisabetta Pozzi